# Umago
Umago (em croata Umag) é uma cidade da Croácia localizada da costa da Ístria. Anualmente abriga o Aberto da Croácia, torneio de tênis da ATP. 

## População
Umag tem uma população de 7.281 habitantes, com uma população municipal total de 13.467 (censo de 2011). Como muitas outras cidades da Ístria, Umag tem uma população multiétnica. Os croatas, devido ao êxodo de muitos italianos após a Segunda Guerra Mundial, são hoje maioria absoluta com 59,6%; Italianos 18,3%, sérvios 3,8%, eslovenos 2,2%, bósnios 1,7%, albaneses 1,3% e os declarados regionalmente (como Ístrianos) perfazem os 1,57% finais. No entanto, de acordo com o censo de 1921, 100% da população falava italiano.